# Antoine Bussy
Antoine Alexandre Brutus Bussy (født 29. maj 1794, Marseille, død 1. februar 1882, Paris) var en fransk kemiker som hovedsageligt studerede farmaceutika. Han og Friedrich Wöhler tilskrives hver, uafhængigt af hinanden, med at have isoleret grundstoffet beryllium i august 1828 ved at få kalium til at reagere med berylliumklorid.
Antoine Bussy blev forstander for Académie de Medecine, og senere (1868) for Académie de Pharmacie.
| Kemi | Spire Denne artikel om kemi er en spire som bør udbygges. Du er velkommen til at hjælpe Wikipedia ved at udvide den. |